# Breandán Breathnach
Breandán Breathnach, appelé également Brendan Walsh, né à Dublin le 1er avril 1912 et décédé en novembre 1985, est un collecteur de musique irlandaise et un joueur de uilleann pipes et de tin whistle.

## Biographie
Son père, Pádraig, était un notable dublinois, l'un des derniers tisseur de soie de la ville.
Il acquiert de son oncle Joe Breathnach, un sonneur de uilleann pipes membre du Dublin Piper's Club, le goût pour la musique irlandaise. Il commence la musique par la cornemuse écossaise, mais ses lèvres le faisant souffrir, il opte pour le uilleann pipes et commence son apprentissage avec John Potts de Wexford et William Andrews, puis avec le célèbre Leo Rowsome.
Breathnach entre dans la fonction publique en 1930. Il se marie en 1943 avec Lena Donnellan. Le couple donne naissance à cinq filles.
En 1950, il conçoit de publier un premier recueil des airs qu'il a collectés. Il soumet alors une sélection d'airs à danser à An Gúm, l'organisme d'État chargé du patrimoine en langue irlandaise. Parmi les contributeurs à cette sélection, on reconnait des sonneurs de uilleann pipes comme son oncle Joe, John Potts, Tommy Reck, Matt Kiernan et Willie Clancy, des fiddlers comme John Kelly, Donncha Ó Cróinín, Tommy Potts et Tom Mulligan, des flûtistes et joueurs de tin whistle comme John Egan, John Brennan et Michael Tubridy, et surtout l'accordéoniste Sonny Brogan. La collection s'appellera Ceol Rince na hÉireann (« musique de danse d'Irlande »).
De 1961 à 1962, il publie avec Séamus Mac Mathúna les trois premiers numéros de la collection Tacar Port d'airs à danser, édités par le Clare County Board de Comhaltas Ceoltóirí Éireann, qu'il avait rejoint dans les années 1950.
Toujours dans les années 1960, il fonde une maison de disques avec son frère Ciarán. Cette brève aventure donna naissance à un enregistrement, Seancheol ar an Sean-Nós, avec le violoniste Aggie Whyte (comté de Galway) et le flûtiste Peadar O'Loughlin (comté de Clare).
La parution du premier volume de Ceol Rince en 1963 rencontre un grand succès tant commercial qu'artistique, et procure à Bhreathnach une notoriété nationale.
En 1965, il quitte son poste d'assistant à l'officier principal du département de l'agriculture pour, au sein de l'Éducation nationale, s'occuper du collectage musical et produire une somme exhaustive de la musique à danser irlandaise. Le second volume de Ceol Rince parait en 1976 et regroupe la participation de 81 musiciens dont James McEnery (comté de Limerick), John Doherty (comté de Donegal), Micho Russell (comté de Clare) et Denis Murphy (comté de Kerry).
En 1974, et pour trois ans, il devient directeur du service de musique irlandaise traditionnelle au sein du département de folklore irlandais de l'université de Dublin. Il prend sa retraite en 1977.
À l'époque de sa mort, il avait rassemblé plus de 6 000 airs, publiés à partir de 1963. Grâce à ses efforts, de nombreux airs ont été sauvegardés, et il est reconnu comme une figure majeure de la préservation et de la continuité de la musique irlandaise.
On retiendra ses Ceol Rince na hÉireann qu'il publia en trois volumes (1963, 1976 et 1985). Après sa mort, deux volumes supplémentaires furent édités en 1996 et 1999.
Sa fille Niamh Bhreathnach est un personnage politique du Parti travailliste irlandais, qui a été Ministre de l'éducation et des sciences.